# 完美的一天
『完美的一天』（ワンメイドイーティェン、拼音: Wán Měi De Yì Tiān、英: A perfect day）は、シンガポール出身の女性歌手、孫燕姿のアルバム。

## 解説
- このアルバムをリリースした翌年の2006年に孫燕姿はキャピトル・レコードに移籍したため、これがワーナー・ミュージックからの最後のオリジナルアルバムになった[1]。
- 5曲目に収録の「第一天」は、F.I.R.、五月天との合作であり、作曲・編曲にクレジットされているユニット名「First Day」は、それぞれの名前（F.I.R.、Stefanie、Mayday）を掛け合わせたものである。

## 収録曲
1. 完美的一天（4'02"）
作詞・作曲・編曲:虞洋
2. 眼涙的詩（3'39"）
作詞:林夕、作曲:劉寶龍、編曲:Terence Teo
3. 隱形人（4'34"）
作詞:小寒、作曲:林倛玉+黄韻仁、編曲:黄韻仁
4. 流浪地圖（4'03"）
作詞・作曲:蕭賀碩、編曲:黄韻仁+蕭賀碩
5. 第一天（4'11"）
作詞:阿信（五月天）、作曲:First Day（孫燕姿+F.I.R.+五月天）、編曲:First Day+Terence Teo
6. Honey Honey（4'21"）
作詞・作曲:、林一峰、編曲:鍾成虎+江力平+任柏璋
7. 心願（4'30"）
作詞:徐世珍、作曲:Sommaerdahl Harry+Hamid, Kinda Vivanne+Hortlund Rebecca、編曲:安棟
8. 另一張臉（3'40"）
作詞:林怡芬、作曲:李偲菘、編曲:Adam Lee
9. 夢不落（3'44"）
作詞:劉偉恩、作曲:李偲菘、編曲:Kenn C.
10. 明天晴天（3'52"）
作詞:徐世珍、作曲:孫燕姿、編曲:安棟